# 53 Eridani
53 Eridani (53 Eri) ist ein Doppelstern mit einer scheinbare Helligkeit von 3,9 mag und einer Entfernung von ca. 110 Lichtjahren. Der Stern wurde von Gerard Peter Kuiper als Doppelstern erkannt. Das System weist eine Umlaufperiode von rund 77 Jahren auf, die große Halbachse misst 0″,7.
Der Stern trägt den historischen Eigennamen Sceptrum (lat. „Szepter“) nach dem historischen Sternbild Zepter von Brandenburg.